# کری آنتولیس
کری آنتولیس (انگلیسی: Kary Antholis؛ زادهٔ ۱۹۶۲) فیلم‌نامه‌نویس، کارگردان فیلم و مدیر اجرایی تولید است.
از فیلم‌هایی که وی در آن‌ها نقش داشته‌است، می‌توان به حمله متقابل، بانشی، مبارز، جت، چرنوبیل، فرشتگان در آمریکا، آلیو کیتریج، جان آدامز، اقیانوس آرام، آن شب، نسل‌کشی، میلدرد پیرس و پرنده سیاه اشاره نمود.
وی همچنین برندهٔ جوایزی همچون جایزه اسکار بهترین فیلم مستند کوتاه شده‌است.